# 대한민국 형법 제251조
대한민국 형법 제251조는 영아살해죄에 대한 형법각칙의 조문이다. 제250조 보통살인죄에 특수한 동기로 인한 책임감경, 즉 감경적 구성요건의 죄이다. 미수범도 처벌한다.

## 조문
제251조(영아살해) 삭제

第251條(영兒殺害) 삭제

## 참조조문
제33조(공범과 신분) 신분관계로 인하여 성립될 범죄에 가공한 행위는 신분관계가 없는 자에게도 전3조의 규정을 적용한다. 단, 신분관계로 인하여 형의 경중이 있는 경우에는 중한 형으로 벌하지 아니한다.

## 비교조문
제269조(낙태) ① 부녀가 약물 기타 방법으로 낙태한 때에는 1년 이하의 징역 또는 200만원 이하의 벌금에 처한다. <개정 1995.12.29>
②부녀의 촉탁 또는 승낙을 받어 낙태하게 한 자도 제1항의 형과 같다. <개정 1995.12.29>
③제2항의 죄를 범하여 부녀를 상해에 이르게 한때에는 3년 이하의 징역에 처한다. 사망에 이르게 한때에는 7년 이하의 징역에 처한다. <개정 1995.12.29>

## 해설

### 직계존속
법률상의 직계존속만을 의미하며 사실상의 직계존속을 제외한다.

23. 8. 8. 시행 삭제

## 사례
기초생활수급자인 20대 여성 A는 주유소 종업원인 30대 B씨와 동거 중 아이를 임신하자 B씨가 그 사실을 알면 자신에게 더 이상 생활비를 주지 않을 것이라고 생각했고, 혼자서는 아이를 양육할 능력이 되지 않자 임신사실을 숨기고 근무하던 주유소 화장실에서 아이를 출산하자, 직원숙소에 있던 생활용 쓰레기가 담긴 비닐봉지 안에 아이와 태반 등을 집어넣은 다음 인근 공터에 유기하였고 아기는 결국 저체온증 등으로 사망에 이르게 된 경우, 형법 제251조에 따라 영아살해죄가 될 수 있다

## 판례
- 영아살해죄의 객체가 되는 것은 산모의 분만중 또는 분만 직후의 생존아를 말하는 것이고 생후 2개월이 경과한 때에는 형법에 규정된 영아라 할 수 없다[3]

## 참고 문헌
- 김재윤, 손동권, 『새로운 형법각론』, 율곡출판사, 2013. ISBN 9788997428342
- 조현욱, 형법각론강의(I), 진원사, 2008.
- 성낙현, 영아살해죄의 해석론과 입법론, 法曹, 법조협회, 2010.

## 같이 보기
- 상해죄
- 낙태
- 아동학대치사죄